# 赫德福德縣 (北卡羅萊納州)
赫德福德县（英語：Hertford County）是美國北卡羅萊納州東北部的一個縣，北鄰維吉尼亞州。面積933平方公里。根据美國2000年人口普查，共有人口22,601人。縣治溫頓（Winton）。
成立於1754年12月12日。縣名紀念樞密院顧問、愛爾蘭總督、宮務大臣法蘭西斯·西摩·康威，第一代赫德福德侯爵（Francis Seymour-Conway, 1st Marquess of Hertford）。